# ريتشارد كونستنت بوير
ريتشارد كونستنت بوير (بالهولندية: Richard Constant Boer)‏ هو لغوي وبروفيسور وأستاذ جامعي هولندي، ولد في 31 يناير 1863 في Warnsveld ‏ في هولندا، وتوفي في 20 أغسطس 1929 في أمستردام في هولندا.